# Magdalena kollrar bort chefen
Magdalena kollrar bort chefen är en tysk komedifilm från 1941 i regi av Wolfgang Liebeneiner med manus av Heinrich Spoerl. Huvudrollen görs av Hilde Krahl, som var gift med Liebeneiner. Filmen fick svensk premiär 1942 på biografen Grand i Stockholm.

## Rollista
- Hilde Krahl - Magdalena Menzel
- Mathias Wieman - Martin Wuellner
- Margarete Haagen - frau Schmidt-Woltersdorf
- Erich Ponto - Wuellner
- Harald Paulsen - ingenjör Hesse
- Eduard Wenck - Hannemann, chef för nattskiftet
- Richard Häußler - Patzke
- Charlotte Schultz - sekreterare
- Hans Hermann Schaufuß - Herr vom Arbeitsamt
- Will Dohm - diktare
- Leopold von Ledebur - polisman
- Gerhard Bienert - arbetare